# Cuarteto de cuerda (Ravel)
El Cuarteto de cuerda en fa mayor es una obra musical compuesta por Maurice Ravel entre 1902 y 1903 y que consta de cuatro movimientos.

## Historia
Compuesto entre diciembre de 1902 y abril de 1903, y estrenado el 5 de marzo de 1904 por el cuarteto Heyman (en un concierto de la "Société Nationale" en la sala de la Schola Cantorum). Dedicado a su amigo y profesor Gabriel Fauré. Primera edición de Gabriel Astruc en 1904; edición definitiva de Durand en 1910.
El cuarteto no fue bien acogido y obtuvo críticas contrapuestas. Fauré criticó duramente la obra (especialmente el cuarto movimiento: “atrofiado, mal balanceado; en resumen, un error”). En cambio, Debussy escribió a Ravel en 1905 diciéndole: “En el nombre de la Música y de mí mismo, no se te ocurra cambiar ni una sola nota de tu cuarteto”. Parece ser que el paso del tiempo ha dado la razón a Debussy, pues el cuarteto se ha hecho un hueco entre las obras maestras del género.

## La obra
Ravel tomó como referencia el cuarteto que escribió Debussy una década antes. El cuarteto sigue estrictamente la clásica estructura en cuatro movimientos. Aunque Ravel tenía tan sólo 28 años cuando lo compuso, en él aparece perfectamente definido el estilo del compositor, con su “precisión de relojero” y sus sonoridades típicamente reconocibles. 
Marcel Marnat comenta que “[…] Por su firmeza resuelta y por su luminosidad adolescente, el Cuarteto de Ravel se nos ofrece como uno de los gérmenes de esta revolución inexorable de lo vago al geometrismo, excluyendo, no obstante, esa angulosidad glacial tan característica del arte de 1925. Y este cuidado por ser fluido pero no enrevesado, por ser estable sin ser brutal ni simplista, es el signo de todo un nuevo giro de la vida”. ('Maurice Ravel', 1986)
El propio compositor dijo de su obra: “Mi Cuarteto en Fa Mayor responde a un deseo de construcción musical que indudablemente está realizado inadecuadamente, pero que emerge mucho más claramente que en mis composiciones precedentes”.

## Movimientos
Allegro moderatoⓘ
- Allegro moderato. (Muy dulce) Forma sonata. Ambiente refinado y preciosista.

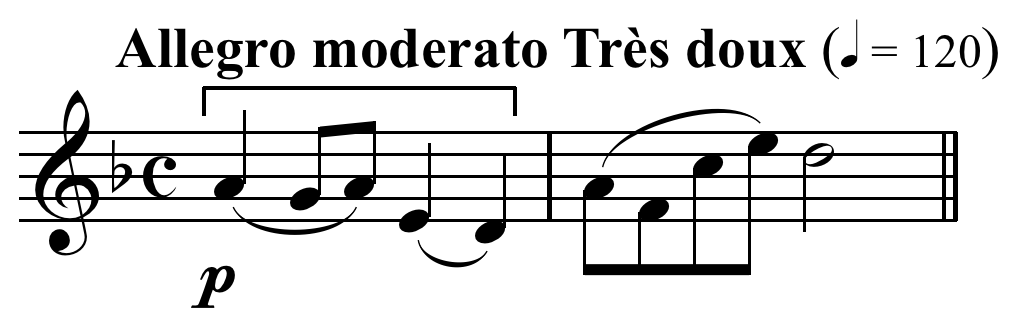
Motivo del Allegro.

- Assez vif – Très rythmé. A modo de Scherzo. Destaca por el juego ambiguo de los pizzicatos entre ritmo binario y ternario. Tiene cierta semejanza con el cuarteto de Debussy.

- Très lent. Movimiento lento contrastante.

- Vif et Agité. Finale que reutiliza los temas del primer movimiento y que resulta un torbellino quizá superficial (por donde pudieron venir las críticas).

Tiene una duración aproximada de 30 minutos.